# Paradiancistrus
Paradiancistrus är ett släkte av fiskar. Paradiancistrus ingår i familjen Bythitidae.
Kladogram enligt Catalogue of Life:
| Paradiancistrus | \| \| Paradiancistrus acutirostris \| \| \| \| \| \| Paradiancistrus cuyoensis \| \| \| \| \| \| Paradiancistrus lombokensis \| \| \| \| |
|                 | \| \| Paradiancistrus acutirostris \| \| \| \| \| \| Paradiancistrus cuyoensis \| \| \| \| \| \| Paradiancistrus lombokensis \| \| \| \| |
|                 | Paradiancistrus acutirostris |
|                 | |
|                 | Paradiancistrus cuyoensis |
|                 | |
|                 | Paradiancistrus lombokensis |
|                 | |